# سامبدوريا تحت 17
سامبدوريا تحت 17 (بالإنجليزية: Sampdoria Under 17)‏ هو فريق نادي سامبدوريا تحت 17.